# Chink Martin
Martin Abraham, connu sous le nom de Chink Martin, né le 10 juin 1886 à La Nouvelle Orléans en Louisiane et mort le 7 janvier 1981 dans sa ville natale, est un tubiste américain de jazz.
Enfant, il commence par la guitare mais choisit finalement le tuba dont il dit avoir appris à jouer seul, sans leçons. Il joue dans l'orchestre de Papa Jack Laine vers 1910 et d'autres orchestres de La Nouvelle Orléans. Dans les années 1920, il est à Chicago et joue avec les New Orleans Rhythm Kings avec qui il effectue des enregistrements. Sa carrière l'amène à jouer avec Johnny Bayersdorffer (en) et Leon Roppolo (en), puis diverses formations comme le Halfway House Orchestra, les New Orleans Harmony Kings, les New Orleans Swing Kings et Sharkey Bonano. Un disque sort sous son nom chez Southland Records (en) en 1953.

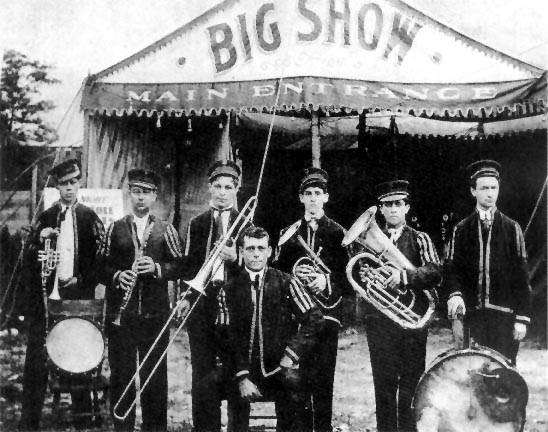
Le groupe de Papa Jack Laine en 1910 : Chink Martin est le deuxième à partir de la droite.
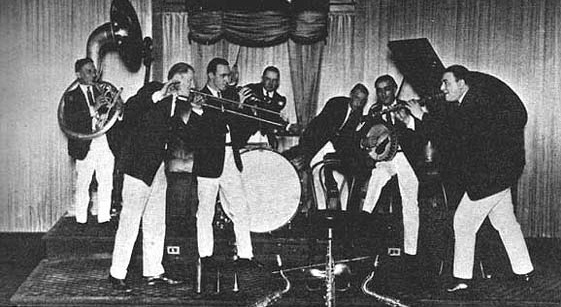
Avec le Jazzola Novelty Orchestra de Johnny Bayersdorffer en 1922 : Chink Martin est tout à gauche.